# RAST test
Il RAST test (test di radioallergoassorbimento) è un esame del sangue finalizzato ad identificare possibili allergeni responsabili di allergia nell'uomo. Si tratta quindi di un test di tipo allergologico che non identifica una allergia dalla reazione cutanea di una persona al contatto con sostanze diverse.

## Storia
La metodologia RAST (Radio Allergo Sorbent Test) è stata inventata e commercializzata nel 1974 dalla Pharmacia Diagnostics AB, una azienda farmacologica e biotecnologia con sede in Uppsala, Svezia. La sigla RAST è in realtà un marchio.
Nel 1989 la Pharmacia Diagnostics AB ha sostituito il test RAST con un test cui è stato dato il nome di test ematico ImmunoCAP IgE specifico, che in letteratura è stato anche definito come CAP RAST, CAP FEIA (fluorenzymeimmunoassay, test immuno fluor enzimatico) e Pharmacia CAP. Questo nuovo test ha sostituito il RAST originale in circa l'80% dei laboratori clinici commerciali del mondo, in cui viene eseguito il test IgE specifiche.
La nuova versione del test, l'IgE specifico ImmunoCAP 0-100, è l'unico dosaggio di IgE specifiche che abbia ricevuto l'approvazione della FDA americana nello stabilire il limite di rivelazione di 0.1kU/l.
Le linee guida per la diagnosi e gestione dei problemi di allergie alimentari da parte del National Institute of Health stabiliscono che:
"I livelli di IgE in origine sono stati misurati usando il test di radioallergoassorbimento (RAST), ma questo test è stato sostituito da saggi più sensibili di fluorescenza marcati con enzima ed il termine RAST dovrebbe essere abbandonato"
La nuova versione del test, con metodica fluoroenzimatica anziché radio-immunologica, garantisce inoltre una migliore sicurezza degli operatori e riduce significativamente l'impatto ambientale per lo smaltimento dei reattivi usati.

## Indicazione
I due metodi più utilizzati per la conferma della sensibilizzazione agli allergeni sono i test allergologici cutanei e del sangue. Entrambi i metodi sono raccomandati dalle linee guida del National Institute of Health ed hanno valore diagnostico simile in termini di sensibilità e specificità.

I vantaggi del test allergico su sangue vanno da una eccellente riproducibilità per tutto il range di misure, ad una specificità molto elevata (in conseguenza del legame specifico allergene-IgE), ad una grande sensibilità rispetto al prick test.
In generale questo metodo di analisi su sangue (quindi in vitro, cioè fuori dal corpo) rispetto ai test cutanei (in-vivo, cioè sul corpo) ha un grande vantaggio: non è sempre necessario che il paziente interrompa un trattamento con antistaminici e possono essere eseguiti anche se le condizioni della cute (a causa ad esempio di eczema) sono così estese da rendere impossibile l'esecuzione dei test allergologici cutanei.
Gli esami del sangue per eventuale allergia, come gli immunoCAP, vengono eseguiti con la normale procedura ed i risultati sono ottimamente standardizzati.
Sia gli adulti che i bambini di qualsiasi età possono eseguire un esame del sangue per allergia. Anzi per i neonati ed i bambini molto piccoli, un singolo prelievo ematico per l'allergia può essere più facilmente tollerato rispetto alla esecuzione di diversi test cutanei.
Nelle linee guida alimentari del National Institute of Health del dicembre 2010 si afferma che "I valori predittivi per ImmunoCAP associati con evidenza clinica di allergia non possono essere applicati  ad altri metodi di prova".
Considerata la mole di articoli scientifici inerente al test immunoCAP e dato il suo rilevante valore clinico, l'immunoCAP è percepito come il "gold standard" per i test in vitro sulle IgE.

## Metodo
Il test RAST è un test radioimmunologico per individuare anticorpi di tipo IgE specifici per allergeni noti o sospetti. L'IgE è l'anticorpo associato alla risposta allergica (ipersensibilità di tipo I). A titolo di esempio, il riscontro in un soggetto di un alto livello di IgE contro polline può indicare che tale soggetto è allergico al polline oppure a proteine simili.
Un soggetto che ha superato l'allergia a distanza di un anno dalla esposizione può avere ancora IgE elevate.
L'esecuzione del test prevede che l'allergene sospetto sia prima associato ad un substrato insolubile e successivamente venga aggiunto il siero del paziente.

Se il siero contiene anticorpi specifici, questi anticorpi si legano all'allergene formando un complesso IgE-allergene. Anticorpi anti-IgE umane radiomarcati vengono aggiunti al complesso IgE-allergene, con gli allergeni già associati al materiale insolubile. Gli anticorpi anti IgE umane non legati vengono lavati via. La quantità di radioattività è a questo punto proporzionale al contenuto nel siero di IgE specifiche per quell'allergene.
In genere si ricorre al RAST per effettuare un test allergico quando:
- un medico sconsiglia la sospensione di farmaci che possono interferire con i risultati del test o provocare complicazioni;
- un paziente è affetto da gravi malattie della pelle come la psoriasi o un eczema diffuso;
- un paziente ha una tale elevata sensibilità ad un sospetto allergene che la somministrazione di questo allergene potrebbe provocare effetti collaterali potenzialmente gravi.

## Scala
Il RAST test può essere valutato su una scala da 0 a 7
| classe RAST | livello IgE KU/L         | commento                                       |
| ----------- | ------------------------ | ---------------------------------------------- |
| 0           | livello < 0.1            | Assenti IgE allergene-specifiche               |
| 1           | 0.10 ≤ livello < 0.35    | Molto basso valore di IgE allergene-specifiche |
| 2           | 0.35 ≤ livello < 0.70    | Basso valore di IgE allergene-specifiche       |
| 3           | 0.70 ≤ livello < 3.50    | Moderato valore di IgE allergene-specifiche    |
| 4           | 3.50 ≤ livello < 17.50   | Alto valore di IgE allergene-specifiche        |
| 5           | 17.50 ≤ livello < 50.00  | Molto alto valore di IgE allergene-specifiche  |
| 6           | 50.00 ≤ livello < 100.00 | Altissimo valore di IgE allergene-specifiche   |
| 7           | livello ≥ 100.00         | Abnorme valore di IgE allergene-specifiche     |

## Allergeni
Il test ImmunoCAP può essere utilizzato in allergologia per coadiuvare la diagnosi di molti tipi di sensibilizzazioni allergiche; in particolare può essere utilizzato per:
- Allergeni inalanti, quali pollini, derivati degli acari o degli animali domestici, muffe
- Allergeni alimentari
- Farmaci
- Veleno di imenotteri
- Latex

Questo tipo di test può essere utilizzato unitamente ai test allergologici cutanei (prick test) per aumentare l'accuratezza diagnostica, oppure in alternativa, soprattutto quando sussistano condizioni che controindicano l'effettuazione di test cutanei (ad esempio estese dermatiti, orticaria in fase attiva, anergia cutanea, recente assunzione di terapie interferenti come gli antistaminici).